# Noctuidae

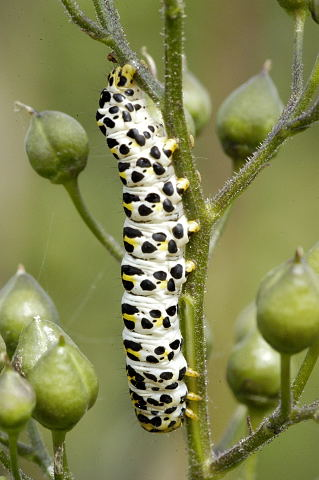
Bruco di Shargacucullia scrophulariae (Cuculliinae)

I  Nottuidi (Noctuidae Latreille, 1809) sono una famiglia cosmopolita di lepidotteri comprendente quasi 12.000 specie, ed è una delle più numerose tra le famiglie dell'ordine.

## Tassonomia
La famiglia Noctuidae è stata oggetto negli ultimi anni di una profonda revisione, che tuttavia non ha ancora portato a conclusioni accettate e condivise da tutti. Al momento vengono riconosciute le seguenti sottofamiglie:

### Sottofamiglie e tribù
- Acontiinae
  - Acontiini
  - Aediini
  - Armadini
  - Hypercalymniini
- Acronictinae
- Agaristinae
- Amphipyrinae
- Bagisarinae
  - Bagisarini
  - Cydosiini
- Balsinae
- Bryophilinae
- Condicinae
  - Condicini
  - Leuconyctini
- Cuculliinae
- Dilobinae
- Diphtherinae
- Eriopinae
- Eustrotiinae
- Hadeninae
  - Eriopygini
  - Glottulini
  - Hadenini
  - Leucaniini
  - Orthosiini
  - Tholerini
- Heliothinae
- Lophonyctinae
- Metoponiinae
- Noctuinae
  - Agrotini
  - Noctuini
- Oncocnemidinae
- Pantheinae
  - Eucocytiini
  - Pantheini
- Plusiinae
  - Abrostolini
  - Argyrogrammatini
  - Plusiini
- Psaphidinae
  - Feraliini
  - Nocloini
  - Psaphidini
  - Triocnemidini
- Raphiinae
- Stictopterinae
- Stiriinae
  - Azenini
  - Grotellini
  - Stiriini
- Strepsimaninae
- Xyleninae
  - Actinotiini
  - Apameini
  - Arzamini
  - Caradrinini
  - Dypterigiini
  - Elaphriini
  - Episemini
  - Phlogophorini
  - Phosphilini
  - Prodeniini
  - Pseudeustrotiini
  - Xylenini
- Incertae sedis
  - Arcteini
  - Dyopsini

### Alcune specie

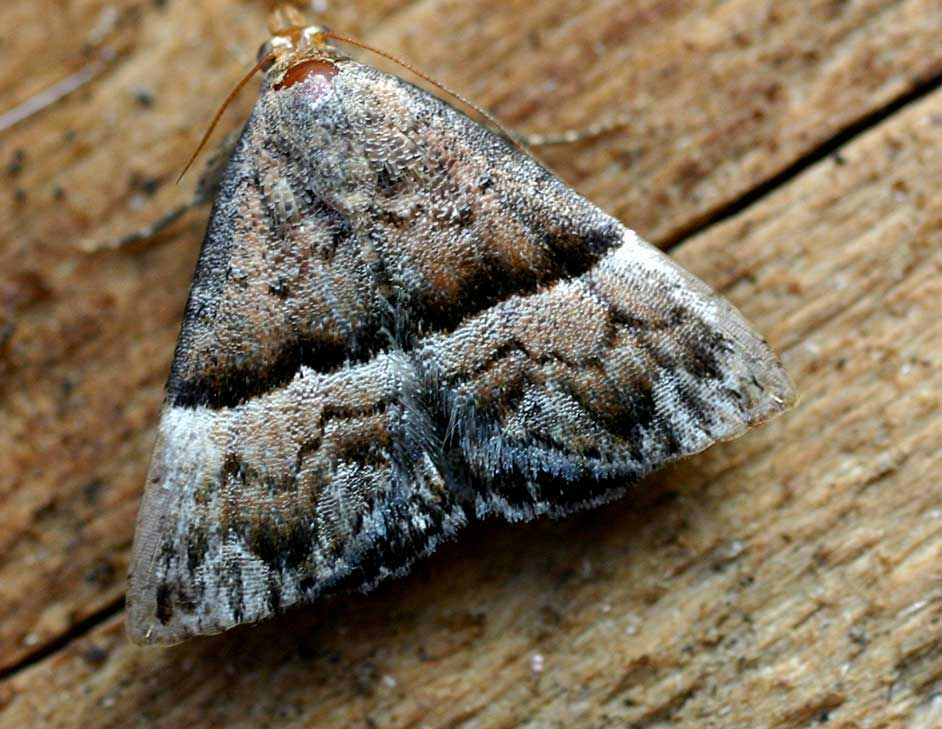
Odice jucunda (Eublemminae)
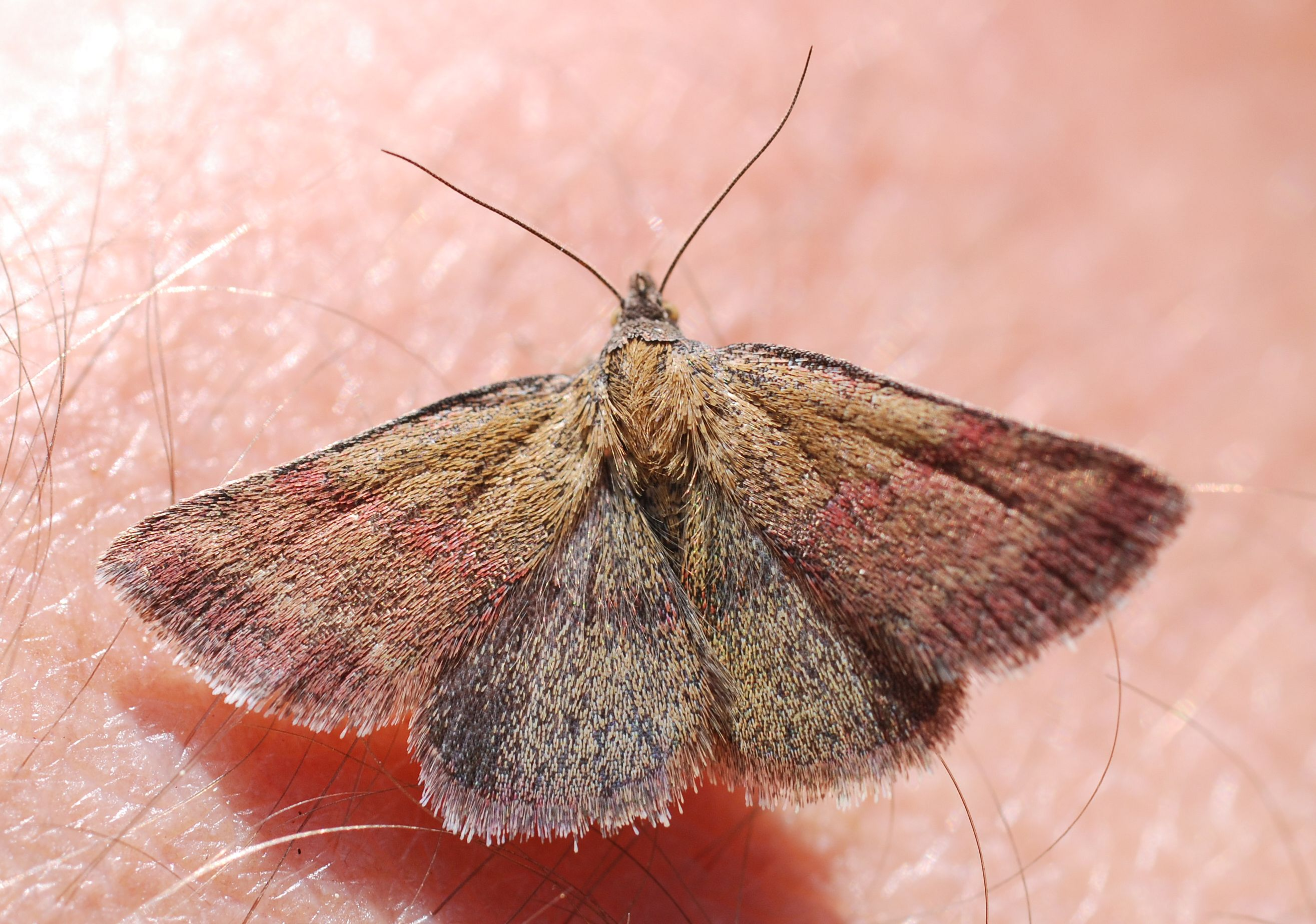
Phytometra viridaria (Phytometrinae)
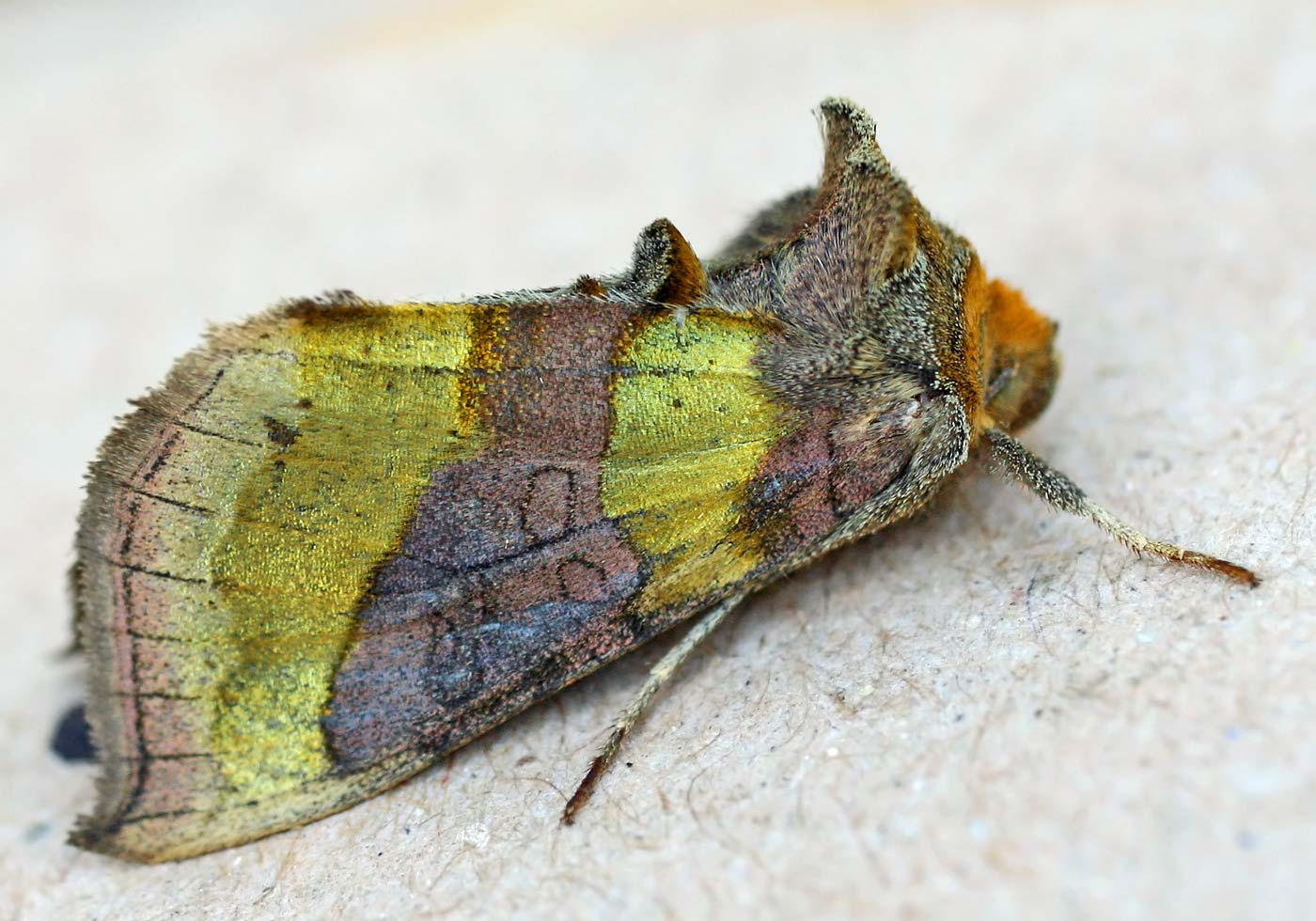
Diachrysia chrysitis (Plusiinae)
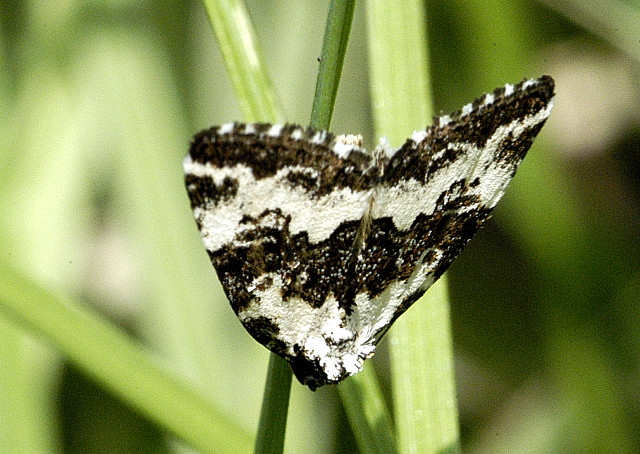
Deltote deceptoria (Eustrotiinae)
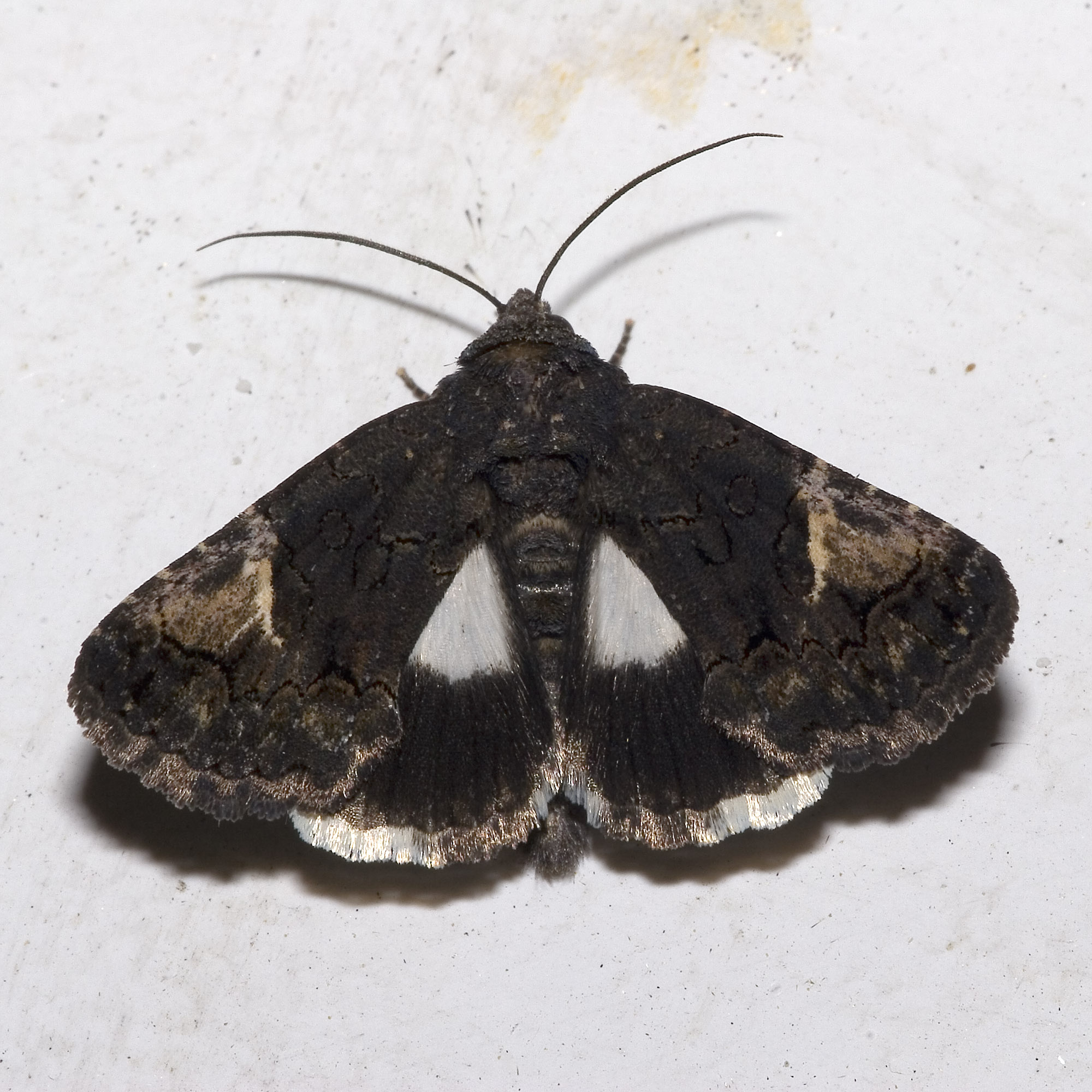
Aedia funesta (Acontiinae)
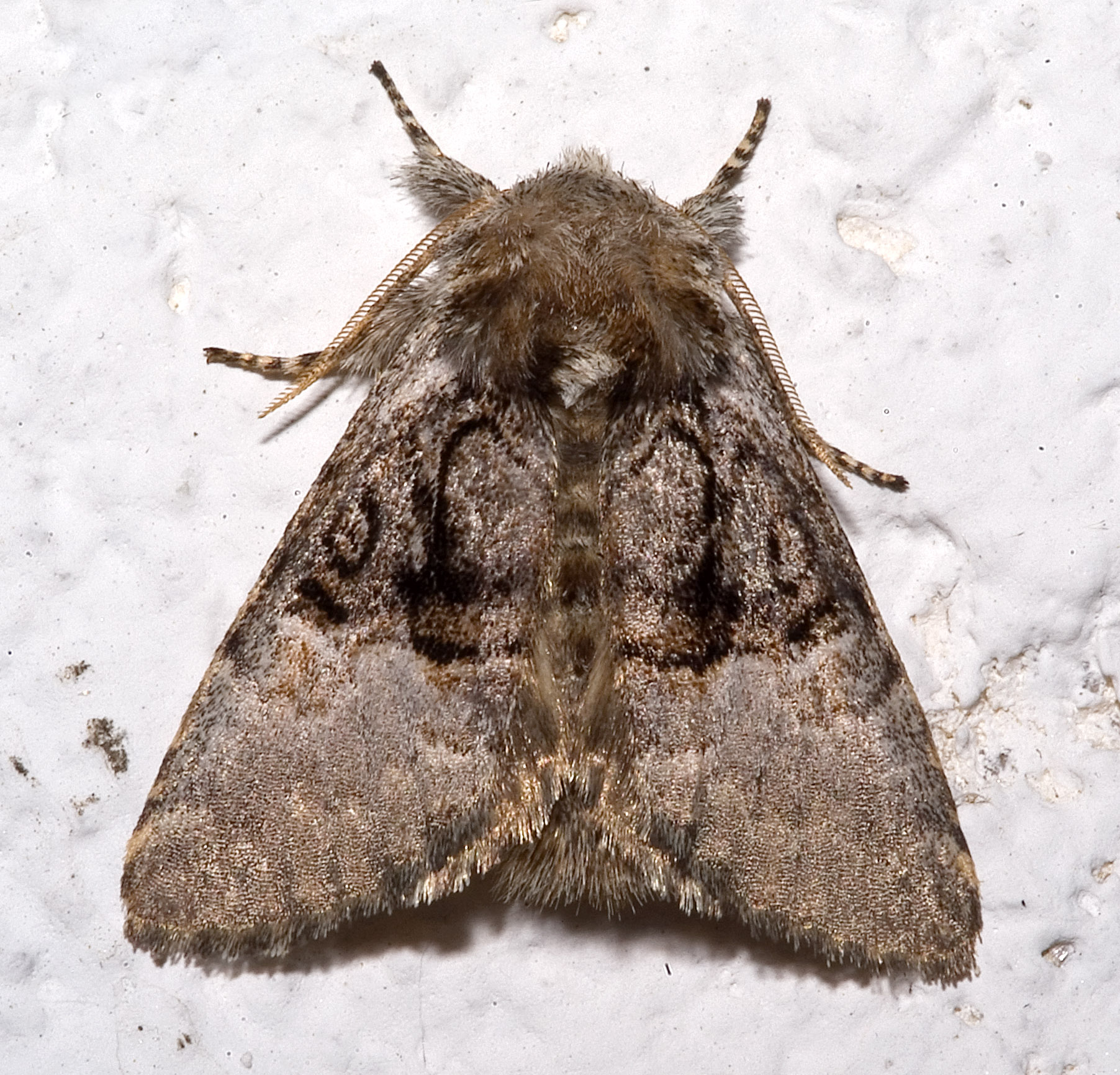
Colocasia coryli (Pantheinae)
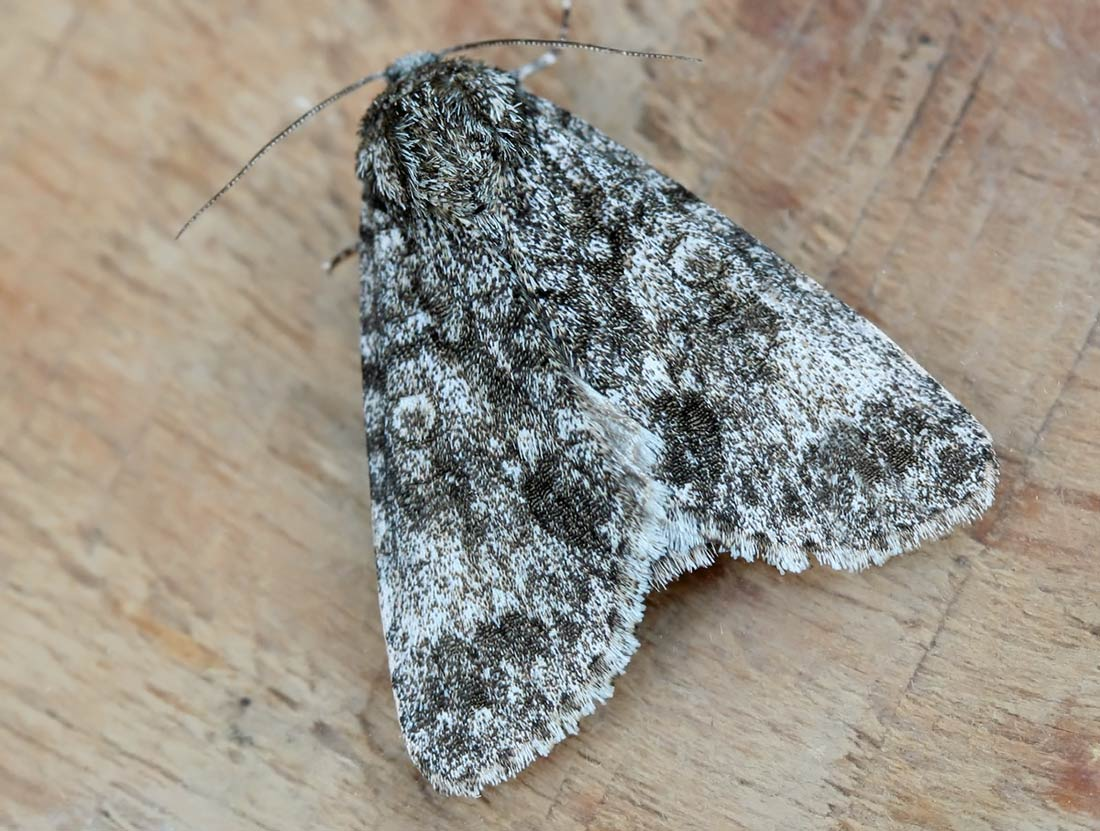
Acronicta megacephala (Acronictinae)
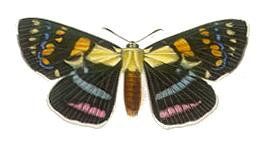
Agarista picta (Agaristinae)
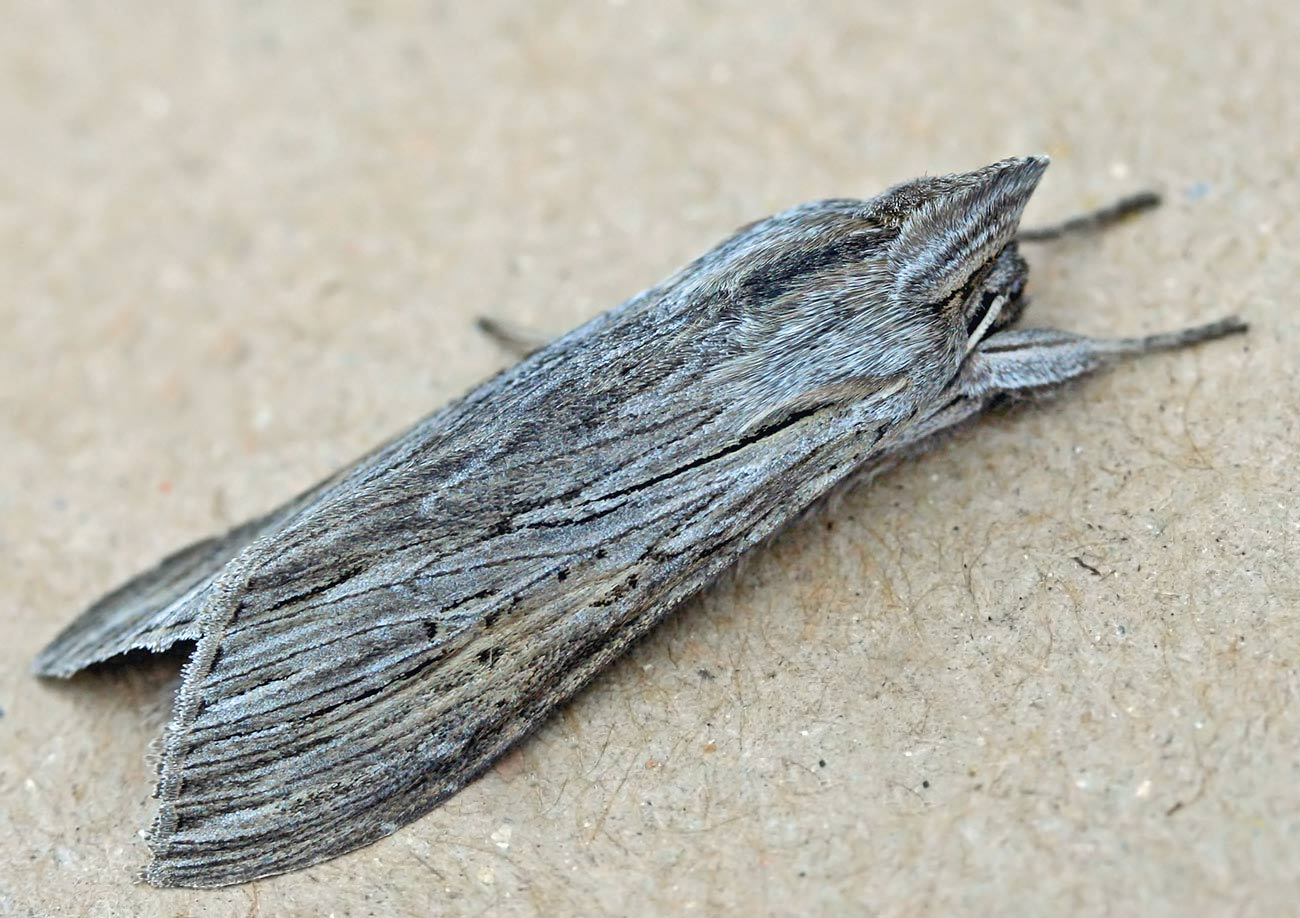
Cucullia umbratica (Cuculliinae)
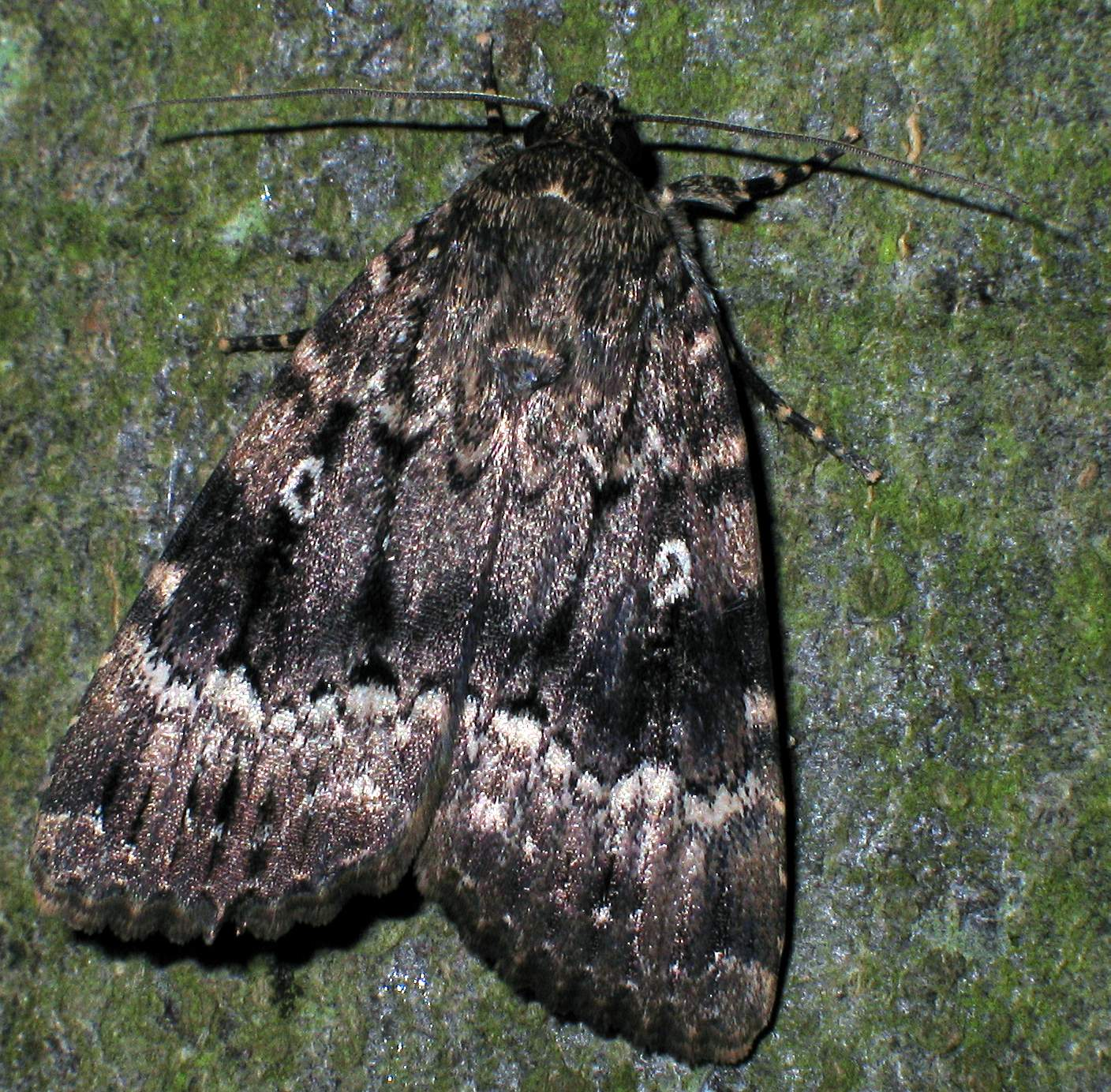
Amphipyra pyramidea (Amphipyrinae)
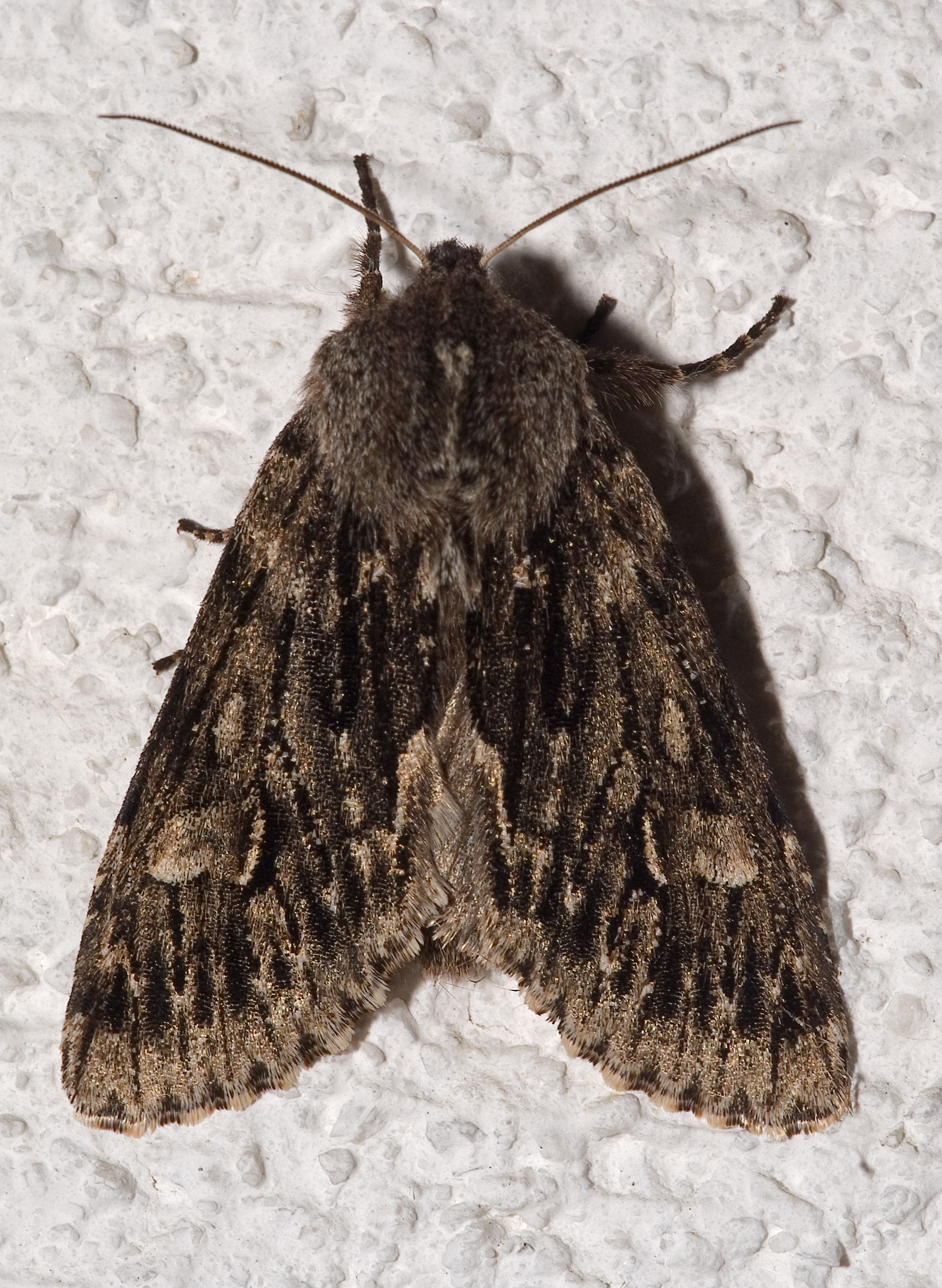
Brachionycha nubeculosa (Psaphidinae)
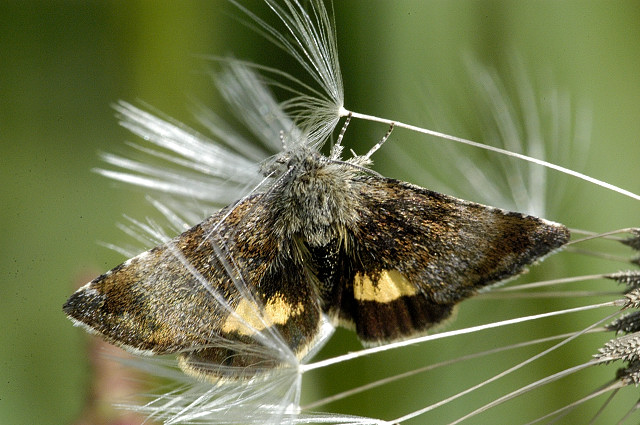
Panemeria tenebrata (Stiriinae)
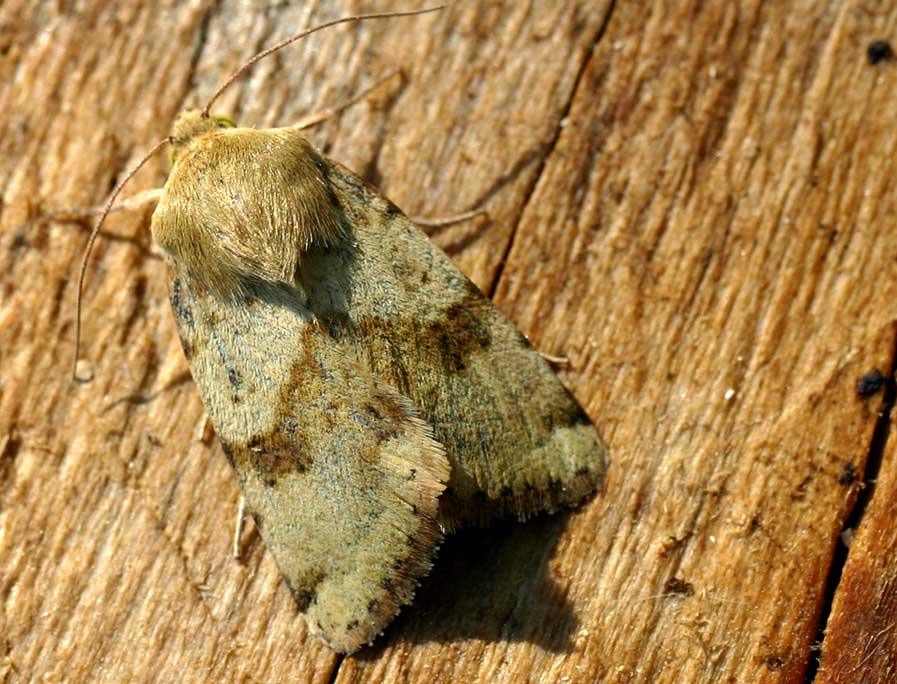
Heliothis viriplaca (Heliothinae)
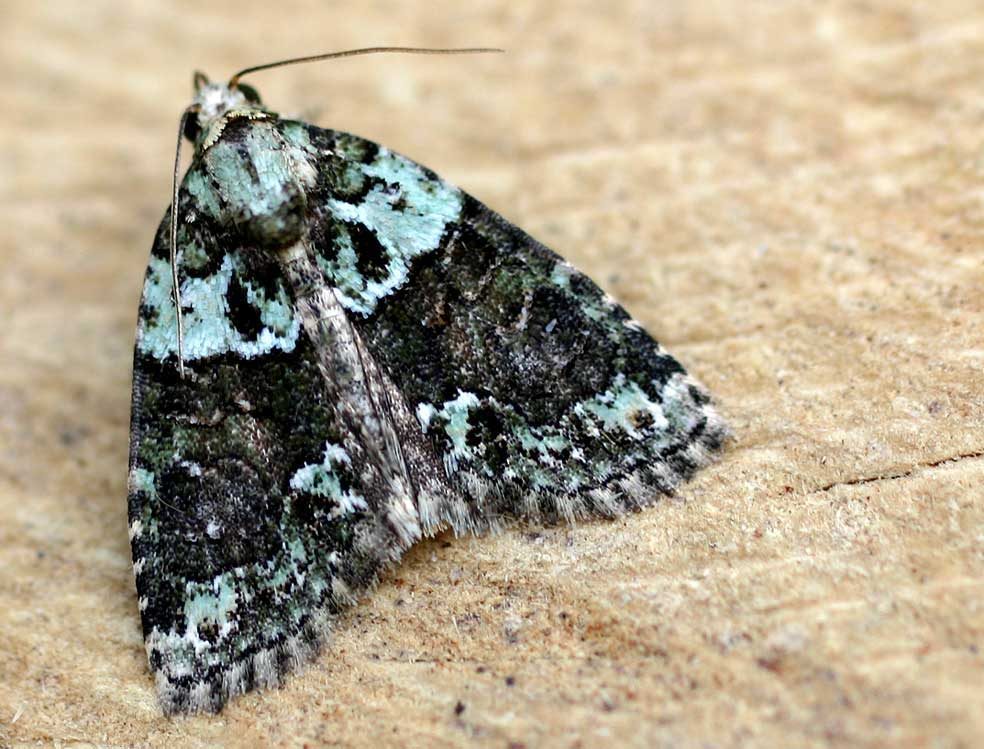
Cryphia algae (Bryophilinae)
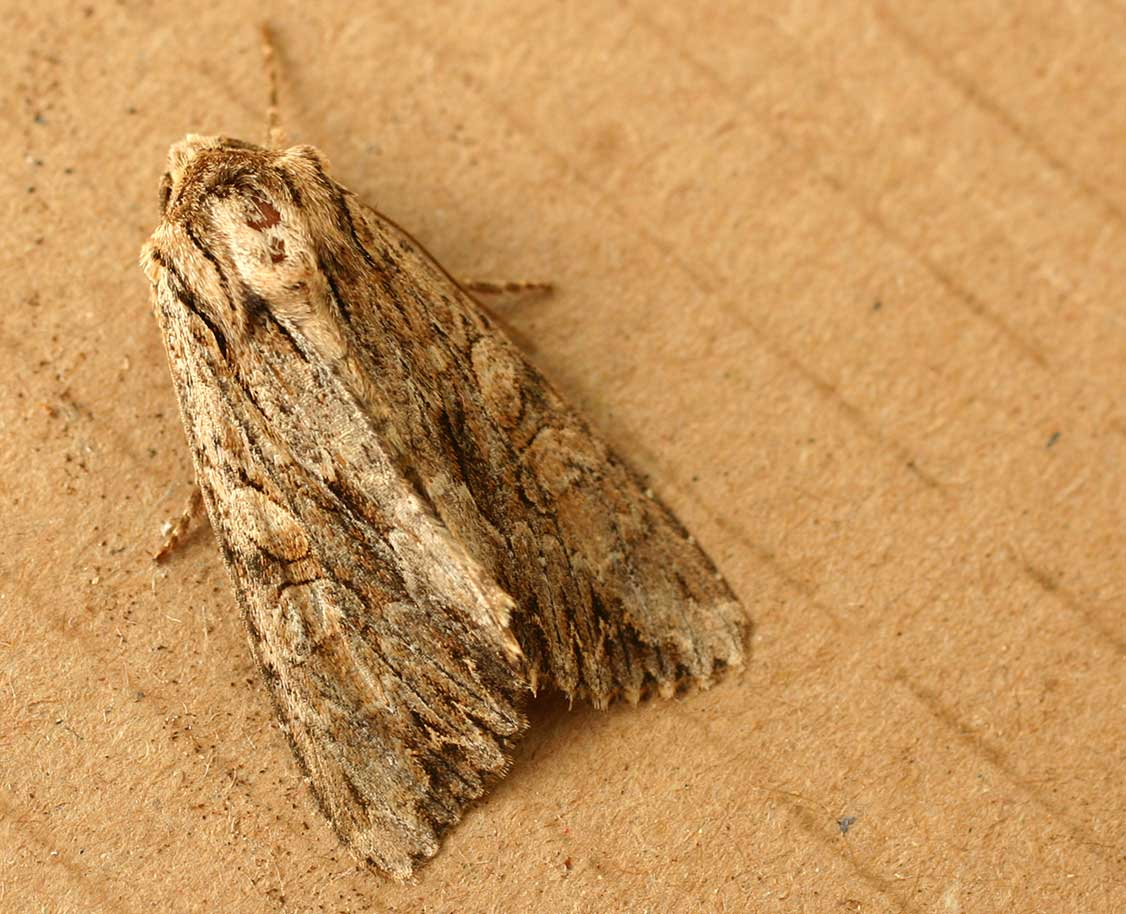
Apamea monoglypha (Xyleninae)
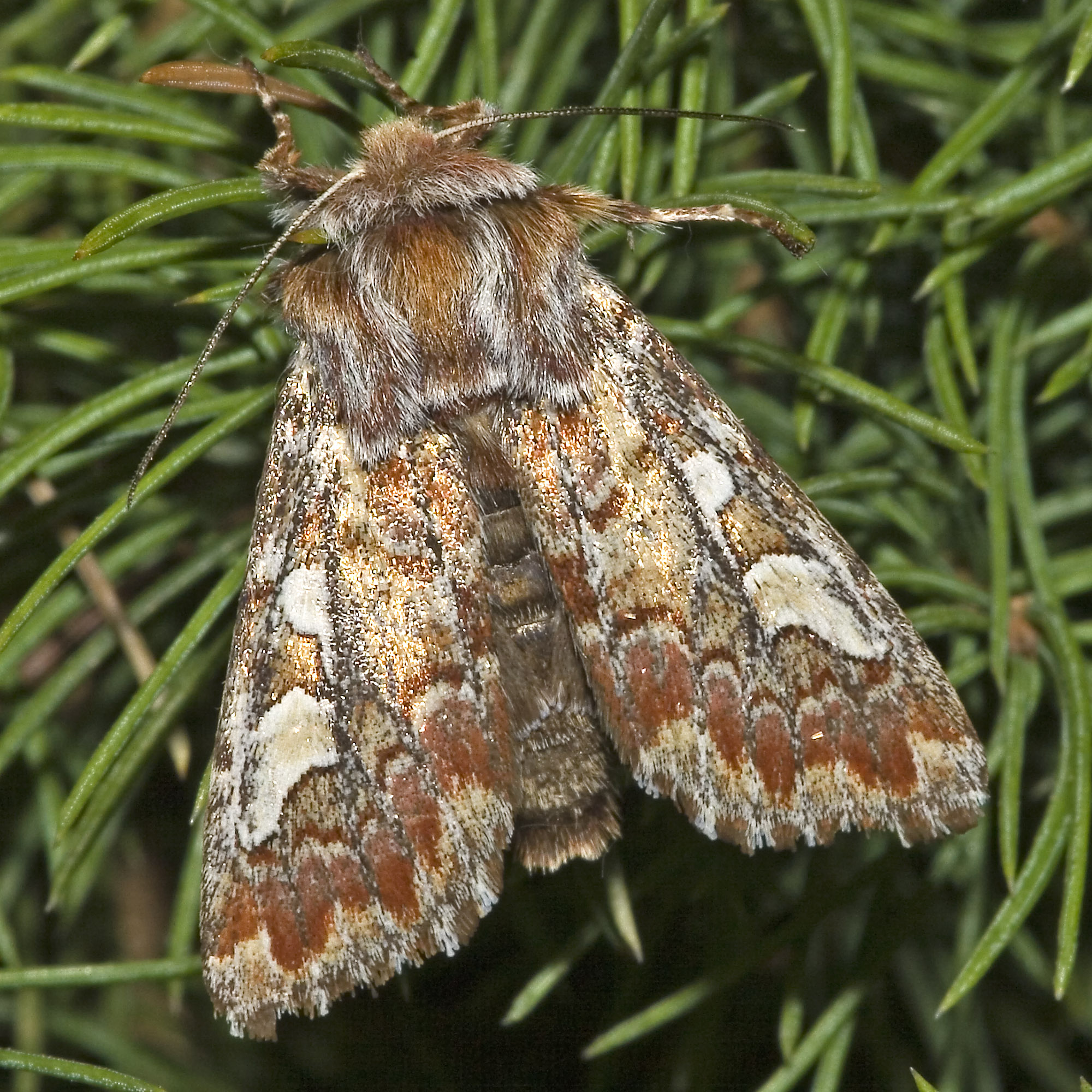
Panolis flammea (Hadeninae)
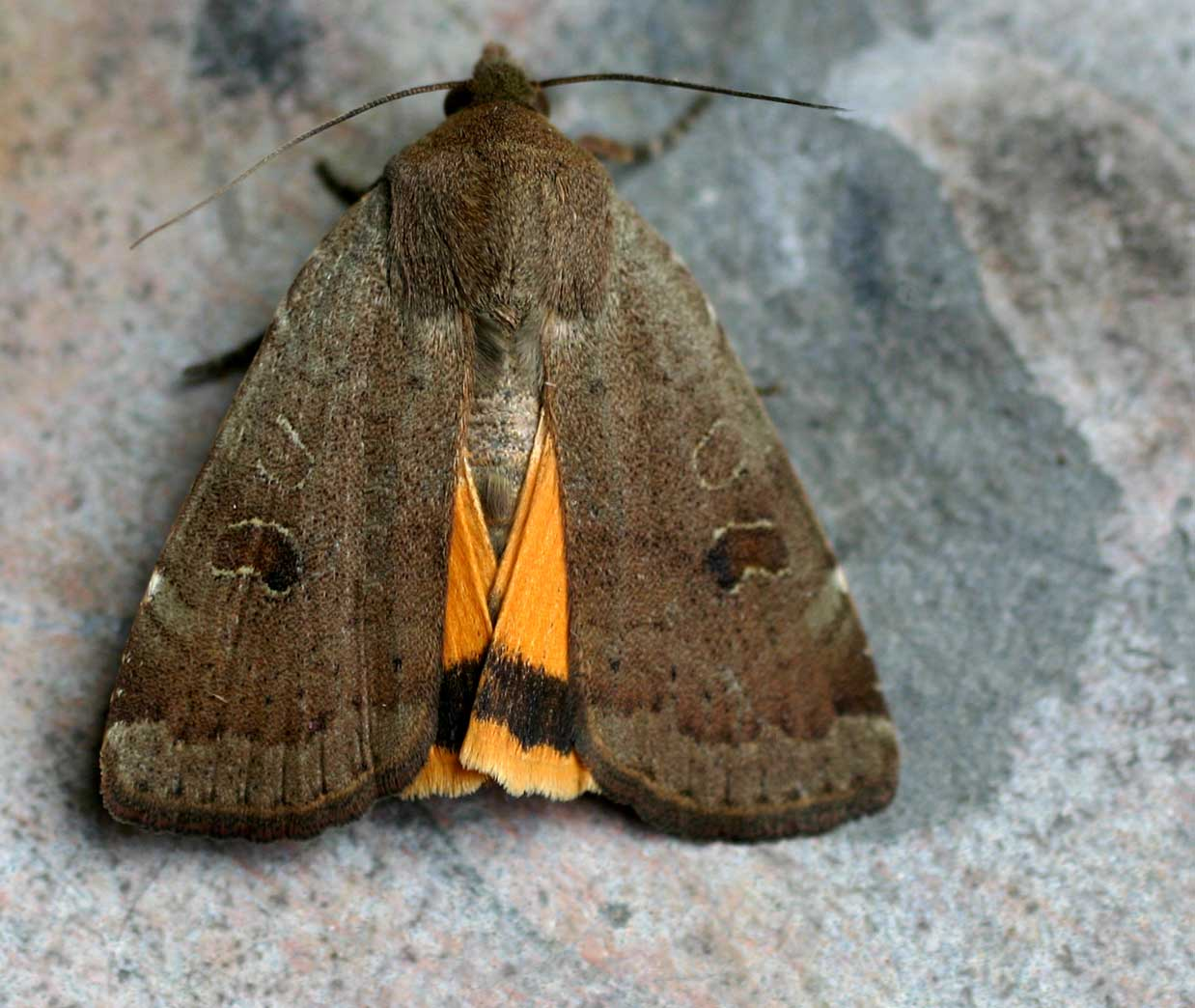
Noctua comes (Noctuinae)
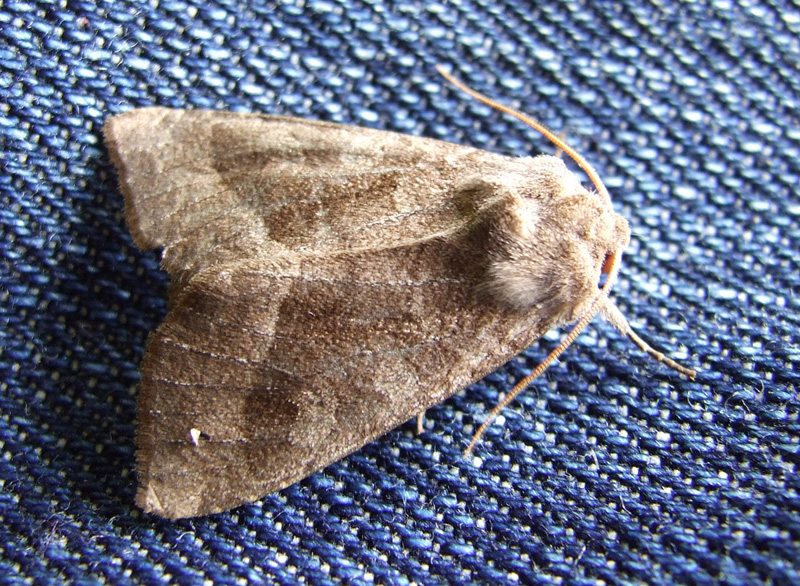
Hydraecia petasitis (Xyleninae)